# Kootenay Pass

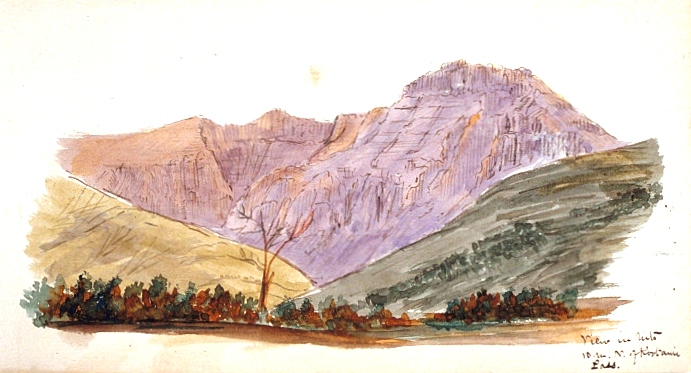
Blick in die Berge 16 km nördlich des Kootenay Passes, George Dawson 1862–1863

Der Kootenay Pass, lokal auch als Salmo-Creston bekannt, ist ein Gebirgspass in den Selkirk Mountains in British Columbia, Kanada.
Der Passes liegt im Stagleap Provincial Park, in der Nähe des Bridal Lakes. Er liegt auf der Wasserscheide zwischen dem Einzugsgebiet des Pend d’Oreille Rivers im Westen (über die Nebenflüsse Stagleap Creek, South Salmo River und Salmo River) von dem des Kootenay Rivers/Kootenay Lakes im Osten (über den Nebenfluss Summit Creek). Der British Columbia Highway 3, auch als Crowsnest Highway bezeichnet, durchquert die Selkirks und verbindet die Gemeinden Salmo und Creston. Eine Webcam, die das ganze Jahr über läuft, zeigt jeweils die aktuellen Verkehrsbedingungen des Passes. Bei seiner Eröffnung wurde die Highway-Route auch als Kootenay Skyway bezeichnet.
Der Kootenay Pass ist einer der höchstgelegenen Straßenpässe Kanadas, der das ganze Jahr über geöffnet ist, auch wenn er bei schlechtem Wetter häufig wegen Lawinengefahr und Trümmerräumung geschlossen wird. Der Bow Summit am Icefields Parkway im Banff-Nationalpark, Alberta, ist mit 2088 m höher. Der Highwood Pass in Kananaskis Country, Alberta, ist mit 2206 m sogar noch höher, wird aber vom Highway 40 überquert, der jedes Jahr vom 1. Dezember bis zum 15. Juni gesperrt ist.

## Lawinenkontrolle
Die Lawinenkontrolle am Kootenay Pass erfolgt hauptsächlich durch eine künstliche Lawinenauslösung über ein System der Lawinenauslösung durch Gasgemischzündung, mit dem die Lawinentechniker von ihrem Büro auf dem Gipfel aus Lawinen auslösen können, die von der Gipfel-Webcam aus sichtbar sind. Dieses System hat es ermöglicht die Artilleriestellungen zu entfernen, von denen aus bisher ballistische Granaten in die Auslösezonen geschossen wurden. Gelegentlich explodierten Artilleriegranaten nicht und mussten in den Sommermonaten unter erheblichen Kosten und Gefahren gefunden und zerstört werden.